# Cesón Duilio
Cesón Duilio  fue un político romano del siglo IV a. C. perteneciente a la gens Duilia. Ocupó el consulado en el año 336 a. C. Dos años después fue uno de los tres triunviros encargados de fundar una colonia en Cales.